# پریش مدیسون (لوئیزیانا)
شهرستان مدیسون، لوئیزیانا (به انگلیسی: Madison Parish, Louisiana) یک سکونتگاه مسکونی در ایالات متحده آمریکا است که در لوئیزیانا واقع شده‌است.

## خصوصیات
شهرستان مدیسون ۱٬۶۸۵ کیلومترمربع مساحت دارد.